# كريستيان كارلسون
كريستيان كارلسون (26 يناير 1922 - 5 أغسطس 2014) كاتب وشاعر آيسلندي، ولد في آيسلندا وبعد أن أتم الثانوية العامة عام 1942 هاجر للولايات المتحدة لدراسة الأدب الإنجليزي في جامعة كاليفورنيا في بيركلي، وتخرج فيها عام 1945 ثم هاجر لنيويورك لدراسة الأدب المقارن في جامعة كولومبيا وتخرج منها عام 1947.